# Велин (коммуна)
Вели́н (фр. Vélines) — коммуна во Франции, находится в регионе Аквитания. Департамент — Дордонь. Входит в состав кантона Пеи-де-Монтень и Гюрсон. Округ коммуны — Бержерак.
Код INSEE коммуны — 24568.

## География
Коммуна расположена приблизительно в 480 км к югу от Парижа, в 55 км восточнее Бордо, в 60 км к юго-западу от Перигё.
На западе коммуны протекает река Эстро.

### Климат
Климат умеренный океанический со средним уровнем осадков, которые выпадают преимущественно зимой. Лето здесь долгое и тёплое, однако также довольно влажное, здесь не бывает регулярных периодов летней засухи. Средняя температура января — 5 °C, июля — 18 °C. Изредка вследствие стечения неблагоприятных погодных условий может наблюдаться непродолжительная засуха или случаются поздние заморозки. Климат меняется очень часто, как в течение сезона, так и год от года.

## Население
Население коммуны на 2010 год составляло 1117 человек.
| 1962 | 1968 | 1975 | 1982 | 1990 | 1999 | 2010 |
| ---- | ---- | ---- | ---- | ---- | ---- | ---- |
| 838  | 937  | 929  | 918  | 1068 | 1093 | 1117 |

## Администрация
| Период | Период | Фамилия          | Партия        | Примечания |
| ------ | ------ | ---------------- | ------------- | --- |
| 1995   | 2008   | Жан-Пьер Кастане | Разные правые | |
| 2008   | 2020   | Жильбер де Мира  | беспартийный  | ремесленник; президент сообщества коммун Монтень и Монравель (2008—2012); вице-президент сообщества коммун Монтень Монравель и Гюрсон (с 2012) |

## Экономика
В 2010 году среди 660 человек трудоспособного возраста (15-64 лет) 462 были экономически активными, 198 — неактивными (показатель активности — 70,0 %, в 1999 году было 65,0 %). Из 462 активных жителей работали 390 человек (213 мужчин и 177 женщин), безработных было 72 (36 мужчин и 36 женщин). Среди 198 неактивных 46 человек были учениками или студентами, 75 — пенсионерами, 77 были неактивными по другим причинам.

## Достопримечательности
- Церковь Св. Мартина (XII век). Исторический памятник с 1988 года[5]
- Замок Рей (XVIII век). Исторический памятник с 1974 года[6]

## Фотогалерея
- Церковь Св. Мартина
- Река Эстро